# Loretánská kaple u Vlašimi
Loretánská kaple se nachází na Spáleném vrchu u vsi Bolinka 3,5 kilometru jihovýchodně od centra Vlašimi v okrese Benešov. Je chráněna jako nemovitá kulturní památka České republiky.

## Historie
Loretánská kaple (Santa Casa) byla postavena roku 1704. Jejím zakladatelem byl František Antonín hrabě z Weissenwolfu a jako správce byl pověřen administrátor, který bydlel na zámku a později v domě vedle Lorety.
Kaple byla postavena na zdaleka viditelném místě. Je obdélná, na kratší jihovýchodní straně s přistavěnou zvonicí s bání, na jejímž vrcholu je umístěna korouhvička s obrazem Panny Marie. Kaple pilastrolisénového typu s půdorysem 12,2 x 6,9 metru a výškou 8,5 metru je čtvrtplášťového typu. Po obou delších stranách má po dvou vchodech a na kratší severozápadní straně malý otvor. Byla doplněna terasovitou podnoží se dvěma obloukovými schodišti.
U Santa Casy se nachází památná sedmiřadá alej složená z trnovníku akátu (1), jírovce maďala (1) a lípy malolisté (88).